# Calle de Gaztambide
La calle de Gaztambide es una vía pública de la ciudad española de Madrid, situada en el barrio del mismo nombre y en el de Vallehermoso, distrito de Chamberí.

## Descripción
La vía discurre desde la calle de Alberto Aguilera hasta la de Domenico Scarlatti. Honra con el título al compositor Joaquín Romualdo Gaztambide y Garbayo (1822-1870), nacido en la localidad navarra de Tudela y conocido por sus zarzuelas. Aparece descrita en Las calles de Madrid (1889) de Hilario Peñasco de la Puente y Carlos Cambronero con las siguientes palabras:

Gaztambide. Desde el Paseo de Areneros al campo. Es de apertura moderna.
(Peñasco de la Puente y Cambronero, 1889, p. 240)